# Harmony (Carolina do Norte)
Harmony é uma cidade  localizada no estado norte-americano de Carolina do Norte, no Condado de Iredell.

## Demografia
Segundo o censo norte-americano de 2000, a sua população era de 526 habitantes.
Em 2006, foi estimada uma população de 609, um aumento de 83 (15.8%).

## Geografia
De acordo com o United States Census Bureau tem uma área de
3,6 km², dos quais 3,6 km² cobertos por terra e 0,0 km² cobertos por água. Harmony localiza-se a aproximadamente 320 m acima do nível do mar.

## Localidades na vizinhança
O diagrama seguinte representa as localidades num raio de 28 km ao redor de Harmony.